# 欒書

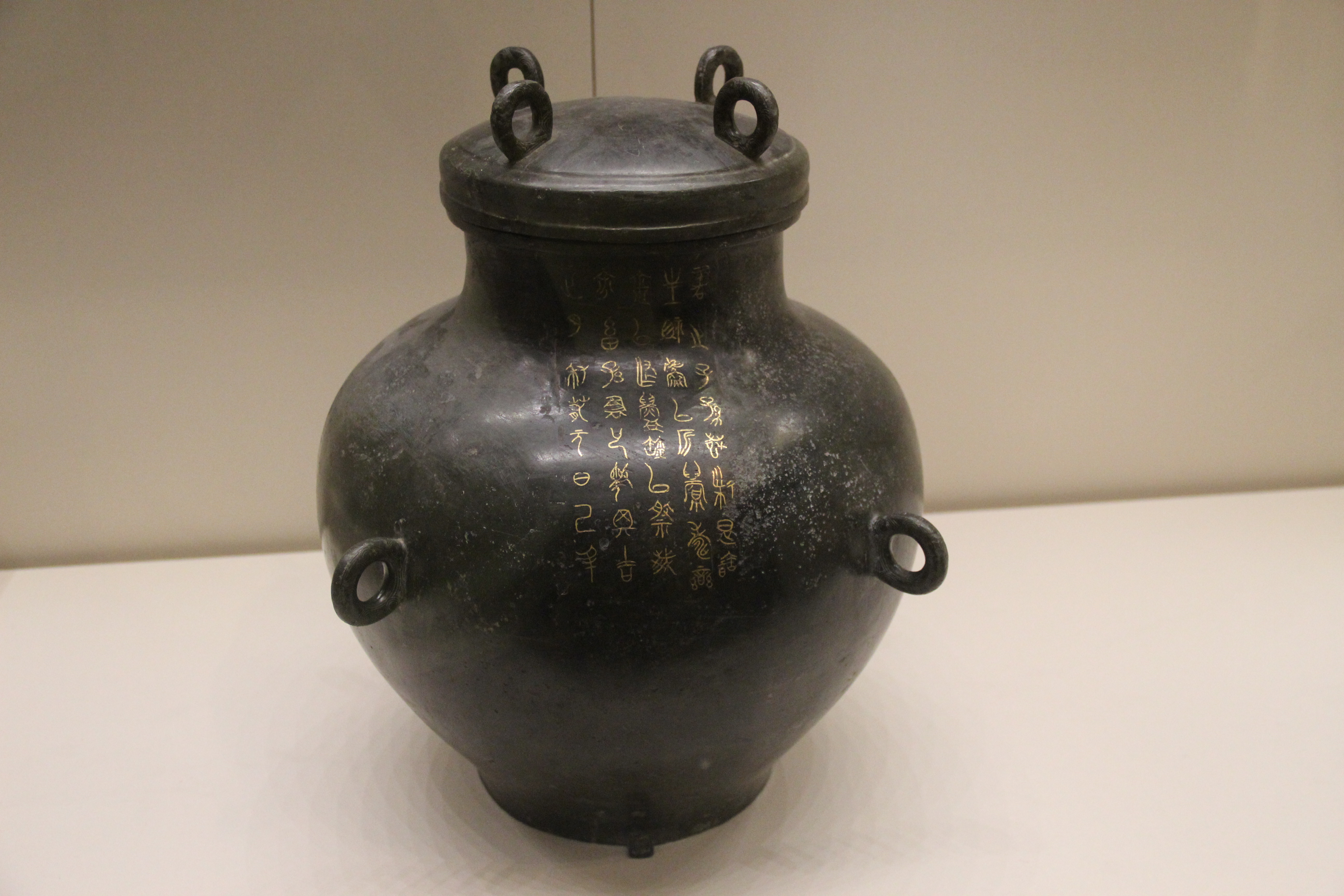
栾书缶（中国国家博物馆藏）

欒書（？—前573年），姬姓，欒氏，諡武，人称欒武子，中國春秋時期晉國大夫，活躍於晉景公、晉厲公時期。祖父为欒枝，父親为欒盾。

## 生平
晉景公三年（前597年）任下軍佐，十一年（前589年），參與晉齊鞌之戰，大勝之。晉景公十三年（前587年），欒書官拜中軍將，十五年（前585年），欒書率師救鄭國，迫楚國退軍，伐楚國的盟友蔡國。又擊敗秦國，屢建功勳。
晉厲公指使外嬖胥童數人殺死“三郤”（郤至、郤锜、郤犨），胥童乘勢將欒書、荀偃劫持，後被厲公赦還。欒書聯合荀偃趁厲公出遊，誅胥童，將厲公囚禁，六天後，將厲公殺死，立孙周為晉悼公。欒書去世后，韓厥任中軍元帥。欒書有子栾黡、栾鍼，其孫為栾盈。遺物有《欒書缶》，现藏中国国家博物馆。